# Ancylorhynchus magnificus
Ancylorhynchus magnificus là một loài ruồi trong họ Asilidae. Ancylorhynchus magnificus được Bromley miêu tả năm 1936. Loài này phân bố ở vùng nhiệt đới châu Phi.